# Řády, vyznamenání a medaile Ruska

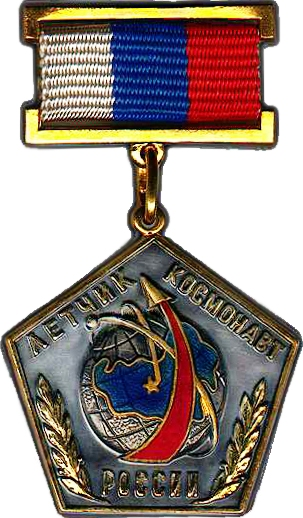
Pilot-kosmonaut Ruské federace

Systém státních vyznamenání Ruské federace má různorodý původ. První část vyznamenání tvoří řády pocházející z doby před rokem 1917, z doby carského Ruska, které byly obnoveny v roce 1991 po rozpadu Sovětského svazu. Další jsou bývalá sovětská vyznamenání, která byla mírně upravena a zachována i po roce 1991. V systému je také řada ocenění, která byla založena až po rozpadu Sovětského svazu, z nichž některá svým vzhledem připomínají imperiální řády.
První právní úprava státních vyznamenání po rozpadu Sovětského svazu bylo rozhodnutí Nejvyššího sovětu Ruské federace č. 2557-I ze dne 20. března 1992, které bylo později ratifikováno prezidentským dekretem č. 442 ze dne 2. března 1994. Celý systém státních vyznamenání Ruské federace byl změněn dne 7. září 2010 prezidentským dekretem č. 1099. Dekret prezidenta č. 1631 ze dne 16. prosince 2011 systém dále pozměnil a dokončil také hierarchii všech moderních ruských vyznamenání.

## Vyšší tituly

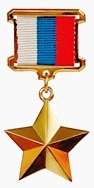
Hrdina Ruské federace

Podle dekretu prezidenta Ruské federace č. 1099 O opatřeních ke zlepšení systému státních vyznamenání Ruské federace ze dne 7. září 2010 jsou vyšší tituly, Hrdina Ruské federace a Hrdina práce Ruské federace, samostatným typem ruských státních vyznamenání, která zastávají první dvě místa v hierarchii státních vyznamenání Ruské federace. Obě tato vyznamenání mohou být jedinci udělena pouze jedenkrát za život.
- Hrdina Ruské federace (Герой Российской Федерации) – Toto vyznamenání bylo založeno zákonem č. 2553-I ze dne 20. března 1992. Udíleno je za činy statečnosti ve službě státu.[4][5]
- Hrdina práce Ruské federace (Герой Труда Российской Федерации) – Toto vyznamenání bylo založeno zákonem č. 294 ze dne 29. března 2013. Udíleno je za zvláštní služby státu a dalším lidem za vynikající výsledky v sociální či ekonomické oblasti zaměřené na zajištění dobrých životních podmínek v Rusku a jeho prosperity.[6][7]

## Čestné tituly

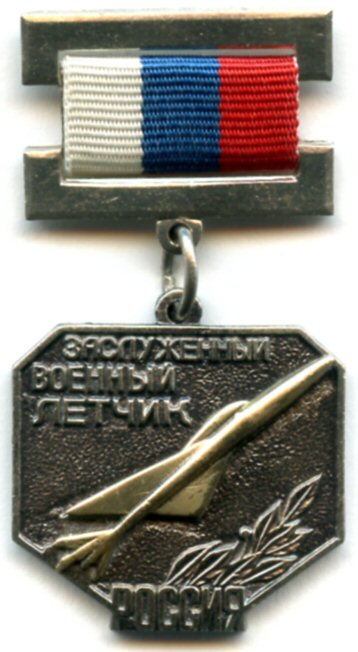
Zasloužilý vojenský pilot Ruské federace

Čestné tituly jsou jednou z forem státních vyznamenání Ruské federace. Před přijetím dekretu prezidenta Ruské federace č. 1341 ze dne 30. prosince 1995, kterým byly založeny čestné tituly Ruské federace, existovaly právní předpisy pro udílení čestných titulů RSFSR. Po změně názvu státu z Ruská sovětská federativní socialistická republika na Ruská federace (zákon RSFSR č. 2094-I ze dne 25. prosince 1991 a zákon Ruské federace č. 2708-I ze dne 21. dubna 1992) bylo v názvech všech čestných titulů slovo „RSFSR“ nahrazeno slovy „Ruské federace“. Kromě toho zákon Ruské federace č. 2555-I ze dne 20. března 1992 ustanovil čestné tituly Pilot-kosmonaut Ruské federace, Zasloužilý vojenský pilot Ruské federace a Zasloužilý vojenský navigátor Ruské federace.
- Čestné tituly založené zákonem Ruské federace č. 2555-I ze dne 20. března 1992
  - Pilot-kosmonaut Ruské federace (Летчик-космонавт Российской Федерации) – Toto vyznamenání bylo založeno zákonem č. 2555-I ze dne 20. března 1992.[10][11]
  - Zasloužilý vojenský pilot Ruské federace (Заслуженный военный летчик Российской Федерации) – Toto vyznamenání bylo založeno zákonem č. 2555-I ze dne 20. března 1992.[11]
  - Zasloužilý vojenský navigátor Ruské federace (Заслуженный военный штурман Российской Федерации) – Toto vyznamenání bylo založeno zákonem č. 2555-I ze dne 20. března 1992.[11][12]

- Čestné tituly založené dekretem prezidenta Ruské federace č. 1341 ze dne 30. prosince 1995[8]

- - Lidový umělec Ruské federace
  - Lidový výtvarník Ruské federace
  - Zasloužilý agronom Ruské federace
  - Zasloužilý umělec Ruské federace
  - Zasloužilý architekt Ruské federace
  - Zasloužilý veterinář Ruské federace
  - Zasloužilý vojenský specialista Ruské federace
  - Zasloužilý lékař Ruské federace
  - Zasloužilý geolog Ruské federace
  - Zasloužilý tvůrce Ruské federace
  - Zasloužilý vědec Ruské federace
  - Zasloužilý zeměměřič Ruské federace
  - Zasloužilý zootechnik Ruské federace
  - Zasloužilý vynálezce Ruské federace
  - Zasloužilý designér Ruské federace
  - Zasloužilý lesník Ruské federace
  - Zasloužilý zkušební pilot Ruské federace
  - Zasloužilý mistr průmyslového vzdělávání Ruské federace
  - Zasloužilý strojní inženýr Ruské federace
  - Zasloužilý meliorátor Ruské federace
  - Zasloužilý hutník Ruské federace
  - Zasloužilý meteorolog Ruské federace
  - Zasloužilý metrolog Ruské federace
  - Zasloužilý zemědělský mechanik Ruské federace
  - Zasloužilý pilot Ruské federace
  - Zasloužilý pracovník spotřebitelských služeb Ruské federace
  - Zasloužilý pracovník geodézie a kartografie Ruské federace
  - Zasloužilý pracovník bytové a komunální služby Ruské federace
  - Zasloužilý zdravotník Ruské federace
  - Zasloužilý pracovník v kultuře Ruské federace
  - Zasloužilý pracovník lesního průmyslu Ruské federace
  - Zasloužilý pracovník ropného a plynárenského průmyslu Ruské federace
  - Zasloužilý pracovník potravinářského průmyslu Ruské federace
  - Zasloužilý pracovník rybářského průmyslu Ruské federace
  - Zasloužilý komunikační pracovník Ruské federace (ten byl na základě dekretu prezidenta Ruské federace č. 437 ze dne 19. července 2018 zrušen)
  - Zasloužilý pracovník v zemědělství Ruské federace
  - Zasloužilý pracovník sociální ochrany obyvatelstva Ruské federace
  - Zasloužilý pracovník textilního a lehkého průmyslu Ruské federace
  - Zasloužilý pracovník obchodu Ruské federace
  - Zasloužilý pracovník v dopravě Ruské federace
  - Zasloužilý pracovník tělesné kultury Ruské federace
  - Zasloužilý inovátor Ruské federace
  - Zasloužilý záchranář Ruské federace
  - Zasloužilý stavitel Ruské federace
  - Zasloužilý učitel Ruské federace
  - Zasloužilý chemik Ruské federace
  - Zasloužilý výtvarník Ruské federace
  - Zasloužilý horník Ruské federace
  - Zasloužilý navigátor Ruské federace
  - Zasloužilý testovací navigátor Ruské federace
  - Zasloužilý ekolog Ruské federace
  - Zasloužilý ekonom Ruské federace
  - Zasloužilý energetik Ruské federace
  - Zasloužilý právník Ruské federace

- Čestné tituly založené dekretem prezidenta Ruské federace č. 88 ze dne 25. ledna 1996
  - Zasloužilý pracovník středoškolského vzdělávání Ruské federace
- Čestné tituly založené dekretem prezidenta Ruské federace č. 530 ze dne 28. května 1997
  - Zasloužilý příslušník pohraniční stráže Ruské federace
  - Zasloužilý zaměstnanec orgánů zahraniční rozvědky Ruské federace
  - Zasloužilý bezpečnostní důstojník Ruské federace
- Čestné tituly založené dekretem prezidenta Ruské federace č. 319 ze dne 30. března 1998
  - Zasloužilý pracovník diplomatické služby Ruské federace
  - Zasloužilý zaměstnanec orgánů vnitra Ruské federace
- Čestné tituly založené dekretem prezidenta Ruské federace č. 1546 ze dne 21. listopadu 1999
  - Lidový architekt Ruské federace
- Čestné tituly založené dekretem prezidenta Ruské federace č. 463 ze dne 2. března 2000
  - Lidový učitel Ruské federace
- Čestné tituly založené dekretem prezidenta Ruské federace č. 407 ze dne 9. dubna 2001
  - Zasloužilý pracovník raketového a vesmírného průmyslu Ruské federace
- Čestné tituly založené dekretem prezidenta Ruské federace č. 1192 ze dne 5. října 2001
  - Zasloužilý celník Ruské federace
- Čestné tituly založené dekretem prezidenta Ruské federace č. 1474 ze dne 23. prosince 2001
  - Zasloužilý zaměstnanec orgánů státní bezpečnosti Ruské federace
- Čestné tituly založené dekretem prezidenta Ruské federace č. 1099 ze dne 7. září 2010[2]
  - Zasloužilý pracovník státního zastupitelství Ruské federace
  - Zasloužilý pracovník orgánů pro kontrolu léčiv Ruské federace (ten byl na základě dekretu prezidenta Ruské federace č. 437 ze dne 19. července 2018 zrušen)
- Čestné tituly založené dekretem prezidenta Ruské federace č. 1436 ze dne 24. října 2012[13]
  - Zasloužilý vynálezce Ruské federace
- Čestné tituly založené dekretem prezidenta Ruské federace č. 582 ze dne 26.  června 2013
  - Zasloužilý důstojník vyšetřovacích úřadů Ruské federace
- Čestné tituly založené dekretem prezidenta Ruské federace č. 133 ze dne 16. března 2015
  - Zasloužilý pracovník atomového průmyslu Ruské federace
- Čestné tituly založené dekretem prezidenta Ruské federace č. 674 ze dne 30. prosince 2015[14]
  - Zasloužilý pracovník migrační služby Ruské federace (ten byl na základě dekretu prezidenta Ruské federace č. 437 ze dne 19. července 2018 zrušen)
- Čestné tituly založené dekretem prezidenta Ruské federace č. 437 ze dne 19. července 2018[15]
  - Zasloužilý novinář Ruské federace
  - Zasloužilý pracovník komunikací a informací Ruské federace
- Čestné tituly založené dekretem prezidenta Ruské federace č. 519 ze dne 15. září 2018
  - Zasloužilý pracovník hasičského sboru Ruské federace
- Čestné tituly založené dekretem prezidenta Ruské federace č. 586 ze dne 6. prosince 2019[16]
  - Zasloužilý geograf Ruské federace
- Čestné tituly založené dekretem prezidenta Ruské federace č. 644 ze dne 26. října 2020[17]
  - Zasloužilý soudní exekutor Ruské federace

## Řády

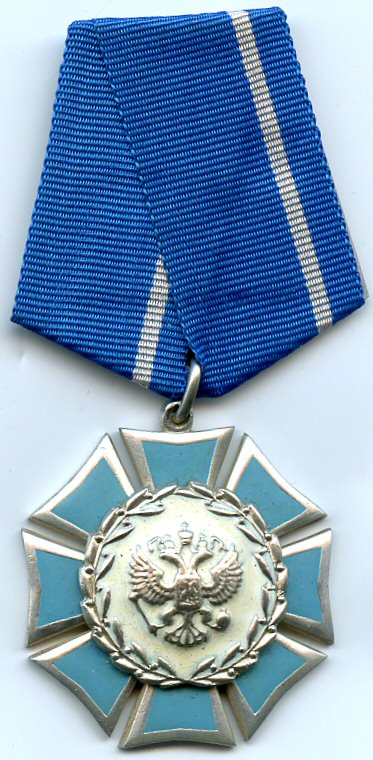
Řád cti

- Řád svatého Ondřeje (Орден Святого апостола Андрея Первозванного) – Řád byl obnoven prezidentským dekretem č. 757 ze dne 1. července 1998.
- Řád svatého Jiří (Орден Святого Георгия) – Původní řád byl založen již 26. listopadu 1769. Po pádu monarchie byl zrušen a obnoven byl 8. srpna 2000.[18][19]
- Řád Za zásluhy o vlast (Орден «За заслуги перед Отечеством») – Řád byl založen prezidentským dekretem č. 442 ze dne 2. března 1994.[1][20]
- Řád svaté Kateřiny Velké mučednice (Орден Святой великомученицы Екатерины) – Řád byl založen prezidentským dekretem č. 573 ze dne 3. května 2012.[21]
- Řád Alexandra Něvského (орден Александра Невского) – Původně byl řád založen dne 29. července 1942 a po rozpadu Sovětského svazu přešel do nového systému státních vyznamenání Ruské federace.[22]
- Řád Suvorova (Орден Суворова) – Původně byl řád založen dne 29. července 1942 a po rozpadu Sovětského svazu přešel do nového systému státních vyznamenání Ruské federace.[23][24]
- Řád Ušakova (Орден Ушакова) – Původně byl řád založen dne 3. března 1944 a po rozpadu Sovětského svazu přešel do nového systému státních vyznamenání Ruské federace.[25][26]
- Řád Žukova (Орден Жукова) – Řád byl založen prezidentským dekretem č. 930 ze dne 9. května 1994.[27][28]
- Řád Kutuzova (Орден Кутузова) – Původně byl řád založen dne 29. července 1942 a po rozpadu Sovětského svazu přešel do nového systému státních vyznamenání Ruské federace.[24][29]
- Řád Nachimova (орден Нахимова) – Původně byl řád založen dne 3. března 1944 a po rozpadu Sovětského svazu přešel do nového systému státních vyznamenání Ruské federace.[25][30]
- Řád Za odvahu (Орден Мужества) – Řád byl založen prezidentským dekretem č. 442 ze dne 2. března 1994.[1][31]
- Řád Za vojenské zásluhy (Орден «За военные заслуги») – Řád byl založen prezidentským dekretem č. 442 ze dne 2. března 1994.[1][32]
- Řád Za námořní zásluhy (Орден «За морские заслуги») – Řád byl založen prezidentským dekretem č. 245 ze dne 27. února 2002.[33]
- Řád cti (Орден «Почёта») – Řád byl založen prezidentským dekretem č. 442 ze dne 2. března 1994. Udílen je občanům Ruska a cizincům za vysoké výsledky ve státní, průmyslové, výzkumné, sociokulturní a charitativní oblasti, které umožnily výrazné zlepšení životních.[1][34]
- Řád přátelství (Орден Дружбы) – Řád byl založen prezidentským dekretem č. 442 ze dne 2. března 1994. Udílen je občanům Ruska a cizincům za posilování přátelství a spolupráce mezi lidmi.[1]
- Řád rodičovské slávy (Орден «Родительская Слава») – Řád byl založen prezidentským dekretem č. 775 ze dne 13. května 2008.[35]

## Státní ceny

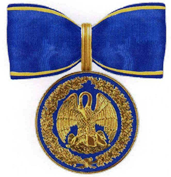
Vyznamenání Za dobročinnost

- Kříž svatého Jiří (Георгиевский крест) – Vyznamenání bylo obnoveno dne 20. března 1992.[36]
- Vyznamenání Za dobročinnost (Знак отличия «За благодеяние») – Vyznamenání bylo založeno zákonem č. 573 ze dne 3. května 2012.[37]
- Vyznamenání Za bezvadnou službu (знак отличия «За безупречную службу») – Vyznamenání bylo založeno prezidentským dekretem č. 442 ze dne 2. března 1994.[1][38]

## Medaile

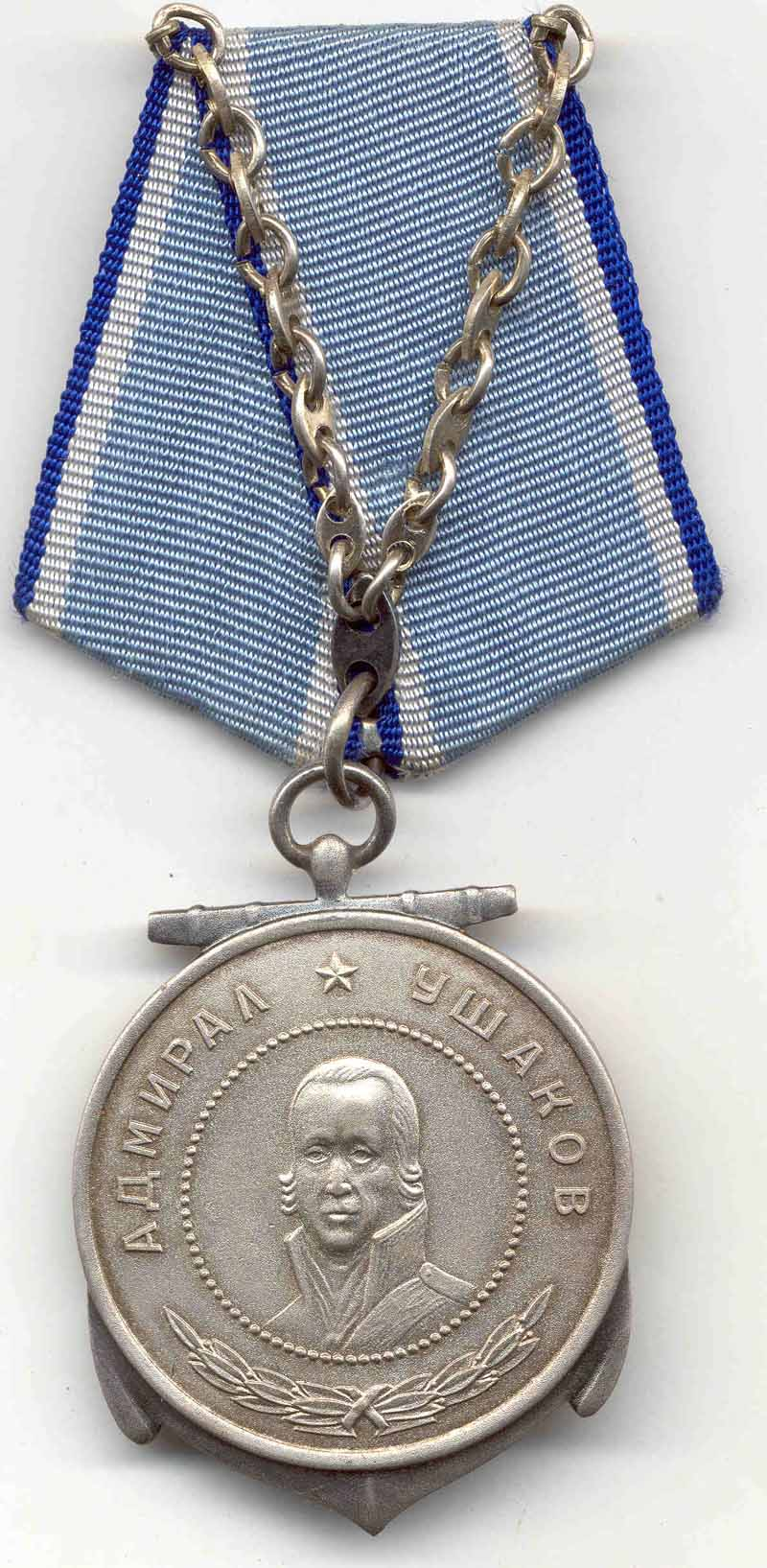
Medaile Ušakova

- Medaile Řádu Za zásluhy o vlast (Медаль ордена «За заслуги перед Отечеством») – Medaile byla založena prezidentským dekretem č. 442 ze dne 2. března 1994.[1][39]
- Medaile Za odvahu (Медаль «За отвагу») – Medaile byla založena prezidentským dekretem č. 442 ze dne 2. března 1994. Udílena je občanům Ruska za odvahu projevenou v boji.[40]
- Medaile Suvorova (Медаль Суворова) – Medaile byla založena prezidentským dekretem č. 442 ze dne 2. března 1994.[1][41]
- Medaile Ušakova (Медаль Ушакова) – Medaile byla založena prezidentským dekretem č. 442 ze dne 2. března 1994.[1][42]
- Medaile Žukova (Медаль Жукова) – Medaile byla založena dne 9. května 1994. Udílena je příslušníkům ozbrojených sil za statečnost, nesobeckost a osobní odvahu v boji při obraně vlasti.[43]
- Medaile Nesterova (Медаль «Нестерова») – Medaile byla založena prezidentským dekretem č. 442 ze dne 2. března 1994.[1][44]
- Puškinova medaile (Медаль Пушкина) – Medaile byla založena dne 9. května 1999. Udílena je občanům Ruska i cizincům za úspěchy na poli umění a kultury, vzdělání, humanitních věd a literatury.[45]
- Medaile Obránce svobodného Ruska (Медаль «Защитнику свободной России») – Medaile byla založena prezidentským dekretem č. 3183-I ze dne 2. července 1992.[46][47]
- Medaile Za vyznamenání při ochraně veřejného pořádku (Медаль «За отличие в охране общественного порядка») – Medaile byla založena prezidentským dekretem č. 442 ze dne 2. března 1994.[1][48]
- Medaile Za vyznamenání při ochraně státní hranice (Медаль «За отличие в охране государственной границы») – Medaile byla založena prezidentským dekretem č. 442 ze dne 2. března 1994.[1][49]
- Medaile Za záchranu života (Медаль «За спасение погибавших») – Medaile byla založena prezidentským dekretem č. 442 ze dne 2. března 1994.[1][50]
- Medaile Za práci v zemědělství (Медаль «За труды по сельскому хозяйству») – Medaile byla založena prezidentským dekretem č. 335 ze dne 10. března 2004.[51][52]
- Medaile Za rozvoj železnice (Медаль «За развитие железных дорог») – Medaile byla založena prezidentským dekretem č. 852 ze dne 9. července 2007.[53][54]
- Medaile Za zásluhy o rozvoj atomové energie (Медаль «За заслуги в освоении атомной энергии») – Medaile byla založena prezidentským dekretem č. 133 ze dne 16. března 2015.[55]
- Medaile Za zásluhy při objevování vesmíru (Медаль «За заслуги в освоении космоса») – Medaile byla založena prezidentským dekretem č. 1099 ze dne 7. září 2010.[2]
- Řád rodičovské slávy (Орден «Родительская Слава») – Medaile byla založena prezidentským dekretem č. 1099 ze dne 7. září 2010.[2]
- Medaile Za zásluhy o sčítání obyvatel celého Ruska – Medaile byla založena prezidentským dekretem č. 1151 ze dne 14. října 2002.[56][57]

## Pamětní medaile

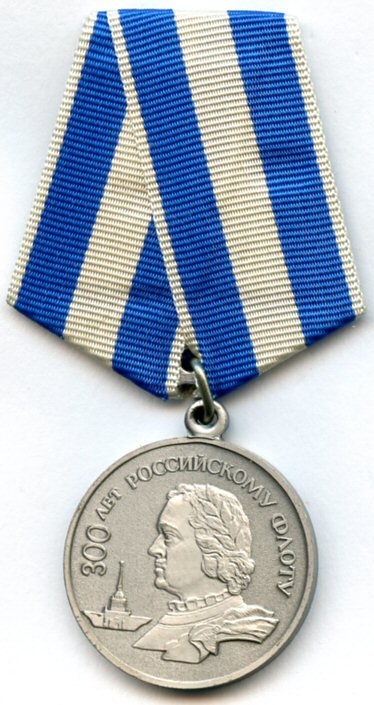
Pamětní medaile 300. výročí ruského námořnictva

Pamětní medaile jsou typem federálních vyznamenání Ruské federace, která jsou zřizována dekrety prezidenta Ruské federace při příležitosti významných událostí ruské historie. Mezi tyto události většinou patří kulatá výročí vítězství ve Velké vlastenecké válce a kulatá data vzniku největších ruských měst. Tyto medaile se udílí občanům Ruské federace a v některých případech i cizincům, kteří mají přímý vztah k událostem, ke kterým byla vyznamenání založena.
Do 7. září 2010 byly výroční pamětní medaile považovány za státní vyznamenání Ruské federace a byly zařazeny do systému státních vyznamenání Ruské federace. V souladu z dekretem prezidenta Ruské federace č. 1099 O opatřeních ke zlepšení systému státních vyznamenání Ruské federace byly ze systému státních vyznamenání vyjmuty a staly se nezávislým typem federálních ocenění. I nadále je zřizuje a udílí, podobně jako státní medaile, prezident Ruské federace.
- Jubilejní medaile 50. výročí vítězství ve Velké vlastenecké válce 1941–1945 (Юбилейная медаль «50 лет Победы в Великой Отечественной войне 1941–1945 гг.») – Medaile byla založena dne 7. července 1993.[58][59]
- Jubilejní medaile 60. výročí vítězství ve Velké vlastenecké válce 1941–1945 (Юбиле́йная меда́ль «60 лет Побе́ды в Вели́кой Оте́чественной войне́ 1941–1945 гг.») – Medaile byla založena dne 28. února 2004.[60][61]
- Jubilejní medaile 65. výročí vítězství ve Velké vlastenecké válce 1941–1945 (Юбилейная медаль «65 лет Победы в Великой Отечественной войне 1941–1945 гг.») – Medaile byla založena prezidentským dekretem č. 238 ze dne 4. března 2009.
- Jubilejní medaile 70. výročí vítězství ve Velké vlastenecké válce 1941–1945 (Юбилейная медаль «70 лет Победы в Великой Отечественной войне 1941–1945 гг.») – Medaile byla založena prezidentským dekretem č. 931 ze dne 21. prosince 2013.[62]
- Jubilejní medaile 75. výročí vítězství ve Velké vlastenecké válce 1941–1945 (Юбилейная медаль «75 лет Победы в Великой Отечественной войне 1941–1945 гг.») – Medaile byla založena prezidentským dekretem č. 277 ze dne 13. června 2019.[63]
- Pamětní medaile 300. výročí ruského námořnictva (Юбилейная медаль «300 лет Российскому флоту») – Medaile byla založena prezidentským dekretem č. 176 ze dne 10. února 1996.[64][65]
- Pamětní medaile 850. výročí Moskvy (Медаль «В память 850-летия Москвы») – Medaile byla založena prezidentským dekretem č. 132 ze dne 26. února 1997.[66][67]
- Pamětní medaile 100. výročí Transsibiřské magistrály (Юбилейная медаль «100 лет Транссибирской магистрали») – Medaile byla založena prezidentským dekretem č. 777 ze dne 27. června 2001.[68][69]
- Pamětní medaile 300. výročí Petrohradu (Медаль «В память 300-летия Санкт-Петербурга») – Medaile byla založena prezidentským dekretem č. 210 ze dne 19. února 2003.[70]
- Pamětní medaile 1000. výročí Kazaně (Медаль «В память 1000-летия Казани») – Medaile byla založena prezidentským dekretem č. 762 ze dne 30. června 2005.[71][72]
- Pamětní medaile 800. výročí Nižního Novgorodu (Медаль «В память 800-летия Нижнего Новгорода») – Medaile byla založena dekretem prezidenta č. 184 ze dne 29. března 2021.[73]
- Pamětní medaile 300. výročí státního zastupitelství Ruska (Юбилейная медаль «300 лет прокуратуре России») – Medaile byla založena dekretem prezidenta č. 229 ze dne 20. dubna 2021.[74]
- Pamětní medaile 300. let ruské akademie věd (Юбилейная медаль «300 лет академии наук») – Medaile byla založena dekretem prezidenta č. 874 ze dne 5. prosince 2022[75]
- Pamětní medaile 200. výročí narození N. A. Ostrovského (Юбилейная медаль «B память 200-летия со дня рождения A. H. Островского») – Medaile byla založena dekretem prezidenta č. 280 ze dne 22. dubna 2024[76]

## Resortní vyznamenání
Resortní vyznamenání Ruské federace jsou ocenění federálních výkonných orgánů Ruské federace. Tato vyznamenání mají povzbudit zaměstnance příslušných organizací, institucí a firem, stejně jako další občany Ruska i cizince. Tato vyznamenání existují vedle státních, vládních, pamětních a dalších ocenění Ruské federace a jsou udílena v souladu s dekrety prezidenta Ruské federace.